# Estação Ceasa
A Estação Ceasa é uma estação ferroviária, pertencente à Linha 9–Esmeralda, operada pela ViaMobilidade. Está localizada no distrito da Vila Leopoldina no município de São Paulo.

## História
A estação foi construída pela FEPASA em 1979 (durante a modernização do Ramal de Jurubatuba da antiga Estrada de Ferro Sorocabana) e inaugurada em 4 de abril de 1981, sendo localizada ao lado do CEAGESP de São Paulo. Em 1996, a estação foi repassada à CPTM. Foi reformada e reentregue em 28 de março de 2010.
Em 20 de abril de 2021 foi concedida para o consórcio ViaMobilidade composto pelas empresas CCR (atual Motiva) e RUASinvest, com a concessão para operar a linha por trinta anos. O contrato de concessão foi assinado e a transferência da linha foi realizada em 27 de janeiro de 2022.

## Tabela
| Sigla | Estação | Inauguração        | Integração               | Plataforma | Posição    | Notas                                                       |
| ----- | ------- | ------------------ | ------------------------ | ---------- | ---------- | ----------------------------------------------------------- |
| CEA   | Ceasa   | 4 de abril de 1981 | Bilhete Único da SPTrans | Central    | Superfície | Estação construída pela FEPASA, reformada pela CPTM em 2010 |